# Itil

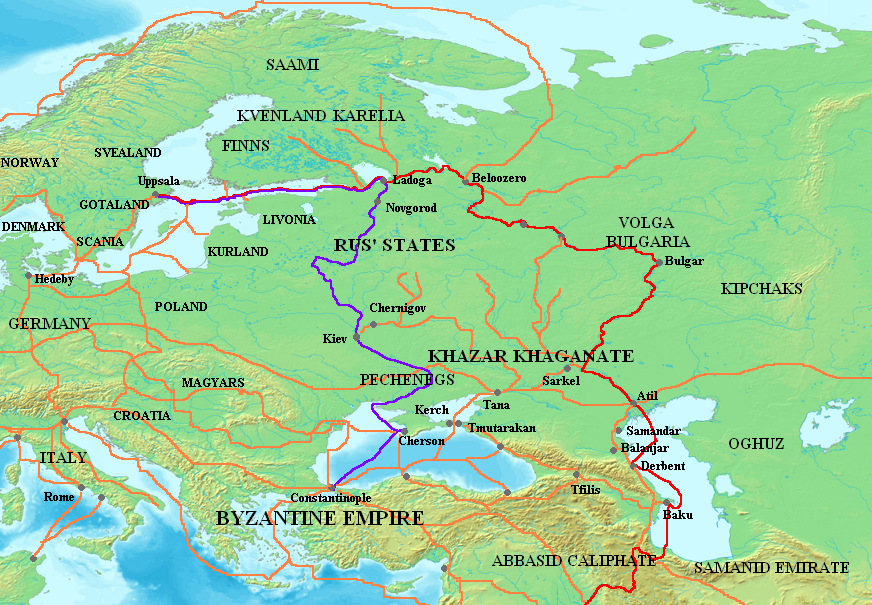
Mapa szlaków handlowych Kaganatu Chazarskiego w VIII-XI wieku. W mieście Itil (tu: Atil) krzyżują się dwa ważne szlaki: z północy na południe oraz z zachodu na wschód.

Itil (tur.), Atil (ang.) – jedna ze stolic państwa Chazarów, położona w pobliżu ujścia Wołgi do Morza Kaspijskiego, w okolicy dzisiejszego Astrachania. Miasto zostało założone w pierwszej połowie VIII wieku. Składało się z namiotów i drewnianych domów. Jedynie rezydencja władców mogła być zbudowana z cegieł, co dla reszty mieszkańców było zakazane. Było jednym z najważniejszych punktów handlowych uczestniczących w handlu między Europą a Azją i centralną giełdą towarową kaganatu.
Wołga oddzielała dzielnicę rządową kaganów chazarskich od dzielnicy targowej, w której znajdował się m.in. wielki targ niewolników. Położenie na przecięciu się dwóch największych światowych szlaków: z Chin do Europy (Jedwabny Szlak) oraz północ-południe (tzw. „szlak saraceński” – Wołgą ze Skandynawii, między Morzem Kaspijskim i Kaukazem, do Arabów), uzależniało gospodarkę całego kraju od handlu niewolnikami (szczególną aktywnością wykazywali się tu kupcy żydowscy), zdobywanymi w czasie częstych wojen z innymi krajami.
Ludność miasta była zróżnicowana etnicznie i wyznaniowo (istniały też dzielnice słowiańskie). System prawny dostosowany był do różnych religii. Arabski podróżnik Al-Masudi wspomina, że w mieście Itil urzędowało po dwóch sędziów dla wyznawców chrześcijaństwa, islamu i judaizmu (wyznawanego przez Chazarów) oraz jeden sędzia dla pogan. Miasto zostało zniszczone podczas najazdu Światosława w 965 roku i od tego czasu rozpoczął się upadek całego Kaganatu Chazarskiego.
Zmiany biegu koryta Wołgi oraz podniesienie się poziomu morza zatarły ślady istnienia miasta, uniemożliwiając jego precyzyjną lokalizację. Dopiero w latach 2000–2004, w wyniku prac archeologicznych finansowanych przez Uniwersytet Żydowski w Moskwie, w okolicy obecnej wsi Samosdiełka (Самосделка) w regionie astrachańskim na południu Rosji, dokonano prawdopodobnej lokalizacji Itil. Od 2019 roku inny zespół archeologiczny, badający stanowisko w pobliżu wsi Semibugry (Семибугры), odnalazł pozostałości zabudowań i przedmioty mogące sugerować, że ustalono rzeczywistą lokalizację Itil.